# Full Gear (2021)
O Full Gear (2021) foi um evento de wrestling profissional produzido pela All Elite Wrestling (AEW) e transmitido em formato pay-per-view (PPV). Aconteceu no dia 13 de novembro de 2021, no Target Center em Minneapolis, Minnesota. O evento foi ao ar em canais PPV tradicionais, bem como no B/R Live na América do Norte e FITE TV internacionalmente. Esse foi o terceiro evento da cronologia do Full Gear.
Dez lutas foram disputadas no evento, incluindo uma no pré-show "The Buy In". No evento principal, "Hangman" Adam Page derrotou Kenny Omega para vencer o AEW World Championship. Em outras lutas de destaque, CM Punk derrotou Eddie Kingston, Bryan Danielson derrotou Miro por submissão técnica na final do AEW World Championship Eliminator Tournament, e na luta de abertura, MJF derrotou Darby Allin. O evento também viu a estreia de Jay Lethal na AEW, e também marcou a aparição final de Cody Rhodes em PPVs da AEW, já que ele deixou a empresa três meses depois e rumou para a WWE.
O evento foi muito elogiado por fãs e críticos, com elogios particularmente focados na luta do evento principal entre Page e Omega.

## Produção

### Conceito
O Full Gear é um pay-per-view (PPV) realizado anualmente no Dia dos Veteranos pela All Elite Wrestling (AEW) desde 2019. É um dos "Big Four" PPVs da AEW, que inclui o Double or Nothing, All Out e Revolution, seus quatro maiores shows produzidos trimestralmente. O Full Gear de 2021 foi originalmente programado para ser realizado em 6 de novembro de 2021, na Chaifetz Arena em St. Louis, Missouri. No entanto, durante o All Out em 5 de setembro, foi anunciado que o Full Gear aconteceria em 13 de novembro, mas sem referência a um local. Foi relatado que o evento foi adiado uma semana para evitar a competição com o UFC 268 e a luta de boxe Canelo Álvarez x Caleb Plant. Em 27 de setembro, foi anunciado que o evento havia sido transferido para o Target Center em Minneapolis, Minnesota.

### Rivalidades
O All Out apresentou lutas profissionais de wrestling que envolveram lutadores diferentes de rivalidades e histórias pré-existentes com roteiro. Os lutadores retratavam heróis, vilões ou personagens menos distinguíveis em eventos roteirizados que criavam tensão e culminavam em uma luta ou série de lutas. As storylines foram produzidas nos programas semanais da AEW Dynamite, Rampage, Dark e Elevation e a série do YouTube dos The Young Bucks, Being The Elite.
Em outubro de 2018, antes da formação da AEW, Adam Page se juntou a seus amigos Kenny Omega e The Young Bucks (Matt Jackson e Nick Jackson), formando um grupo conhecido como The Elite. Em janeiro de 2020, Page e Omega venceram o AEW World Tag Team Championship, mas o perderam no final daquele ano. Sinais de dissidência ocorreram durante o reinado deles, e após mais meses de tensão dentro do grupo, Page foi expulso da The Elite pelos Young Bucks em 27 de agosto de 2020 no Dynamite, após Page os ter impedido de vencer uma luta. No Full Gear 2020 em 7 de novembro, Page enfrentou Omega nas finais de um torneio para determinar o candidato número um ao AEW World Championship, onde Omega venceu. Omega viria a ganhar posteriormente a vencer o título. Quase um ano depois, no episódio de 6 de outubro de 2021 do Dynamite, Page venceu a Casino Ladder Match para se tornar o candidato número um ao AEW World Championship, ainda detido por Omega. Em 16 de outubro, a luta pelo título foi marcada para o Full Gear.
Em 8 de outubro, a AEW anunciou o retorno do AEW World Championship Eliminator Tournament; um torneio de eliminação única de oito homens culminando no Full Gear com o vencedor recebendo uma futura luta pelo AEW World Championship. No episódio de 16 de outubro do Dynamite, Bryan Danielson, Orange Cassidy, Preston "10" Vance, Lance Archer, Jon Moxley, Eddie Kingston, Dustin Rhodes e Powerhouse Hobbs foram revelados como os participantes. No entanto, em 2 de novembro, Moxley foi retirado do torneio após entrar em um programa de reabilitação para dependência de álcool, sendo substituído por Miro.
Depois de perder para Bryan Danielson no episódio de 29 de outubro do Rampage, um enfurecido Eddie Kingston confrontou CM Punk enquanto ele estava sendo entrevistado nos bastidores. No episódio seguinte do Rampage, Kingston afirmou que embora Punk costumava ser um "herói" dele, ele o acusou de se tornar "duas caras" e "narcisista", com Punk respondendo que Kingston era um "vagabundo". Kingston desafiou Punk para uma luta no Full Gear, o que foi confirmado mais tarde.

## Evento
| Função                    | Nome                            |
| ------------------------- | ------------------------------- |
| Comentaristas             | Jim Ross (PPV)                  |
| Comentaristas             | Excalibur (Pre-show e PPV)      |
| Comentaristas             | Tony Schiavone (Pre-show e PPV) |
| Comentaristas em espanhol | Alex Abrahantes                 |
| Comentaristas em espanhol | Dasha Gonzalez                  |
| Comentaristas em espanhol | Ricardo Rodriguez               |
| Comentaristas em francês  | Alain Mistrangélo               |
| Comentaristas em francês  | Norbert Feuillan                |
| Comentaristas em alemão   | Günter Zapf                     |
| Comentaristas em alemão   | Mike Ritter                     |
| Anunciador de ringue      | Justin Roberts                  |
| Árbitros                  | Aubrey Edwards                  |
| Árbitros                  | Bryce Remsburg                  |
| Árbitros                  | Paul Turner                     |
| Árbitros                  | Rick Knox                       |

### The Buy In
No pré-show The Buy-In, Hikaru Shida e Thunder Rosa enfrentaram Jamie Hayter e Nyla Rose (acompanhados de Vickie Guerrero). Shida foi distraída por Serena Deeb, permitindo que Vickie a acertasse com um bastão de kendo. Rosa derrubou Hayter no chão. De volta ao ringue, Rose aplicou um Splash em Shida, mas Rosa quebrou o pinfall. No final, Shida reverteu uma Beast Bomb de Rose com um roll-up para vencer a luta.

### Lutas preliminares
O pay-per-view começou com MJF enfrentando Darby Allin. Quando Allin tentou um Code Red, MJF reverteu com um powerbomb kneebreaker. Os dois homens estavam mais tarde no apron, Allin foi para um suplex; mas MJF evitou e executou um Tombstone Piledriver em Allin. Os dois homens se esforçaram várias tentativas de roll-up, sem conseguir o pinfall. Momentos depois, Allin executou um Coffin Drop em MJF fora do ringue. De volta ao ringue, Allin tentou outro Coffin Drop, mas MJF levantou os joelhos. Wardlow e Shawn Spears correram em direção ao ringue, mas Sting os impediu de intervir e atacou os dois homens com seu taco de beisebol. MJF foi até o ringue e pegou o skate de Allin. Allin então pegaria o skate e o entregaria ao árbitro, o que deu a MJF tempo suficiente para acertar Allin com seu Dynamite Diamond Ring. MJF então executou um headlock takeover em Allin para a vitória por pinfall.
A seguir, The Lucha Brothers (Penta El Zero Miedo e Rey Fénix) (acompanhados de Alex Abrahantes) defenderam o AEW World Tag Team Championship contra FTR (Dax Harwood e Cash Wheeler) (acompanhados de Tully Blanchard). Penta executou o Three Amigos em Harwood e Fénix seguiu com um Frog Splash para uma contagem de dois. FTR conseguiu um Spike Piledriver em Fénix para uma contagem de dois. Nos momentos finais, Wheeler tentou roubar a vitória com uma imobilização usando as cordas, mas o árbitro pegou a tática de Wheeler. No final, os Lucha Brothers realizaram um Fear Factor piledriver em Wheeler para reter os títulos.

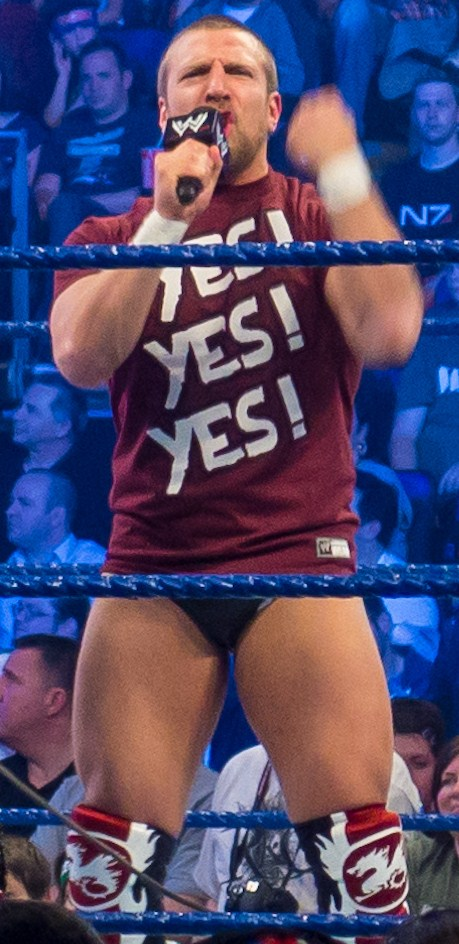
Bryan Danielson venceu o AEW World Championship Eliminator Tournament garantindo uma futura luta pelo AEW World Championship.

A terceira luta viu a final do AEW World Championship Eliminator Tournament entre Bryan Danielson e Miro, com o vencedor recebendo uma futura luta pelo AEW World Championship. Durante a luta, Miro executou um Samoan Drop em Danielson para um nearfall. O último acertou um shotgun missile dropkick da corda superior. Miro atacou Bryan com um German Suplex depois que os dois homens se levantaram. Enquanto Danielson procurava um Busaiku Knee, Miro contra-atacou com um Powerbomb. Miro então aplicou a submissão Game Over, mas Danielson rastejou até as cordas e quebrou o golpe. Danielson executou um DDT na corda superior e aplicou a submissão Guillotine Choke em Miro, que desmaiou; assim, Danielson venceu por submissão técnica.
Em seguida, houve uma luta Falls Count Anywhere entre a equipe de Christian Cage e Jurassic Express (Jungle Boy e Luchasaurus) contra The Superkliq (Adam Cole e The Young Bucks ( Matt Jackson e Nick Jackson)) (acompanhados por Brandon Cutler e Michael Nakazawa). Cage atingiu Cole com um DDT reverso em uma cadeira de aço. Nick seguiu com um bulldog em Cage, Luchasaurus então acertou uma joelhada no último e executou um German Suplex nos Young Bucks. O último derramou tachinhas na boca de Boy e correu as cordas para beijar Cole na bochecha, seguido por um superkick duplo em Boy para um nearfall. O Superkliq acertou um BTE Trigger em Luchasaurus, mas Boy quebrou o pin. Boy executou um German Suplex em Nick, Christian seguiu com um Spear em Matt e Luchasaurus executou um chokeslam em Cole fora do palco em Nick, Cutler e Nakazawa. No final, Boy aplicou um conchairto em Matt para a vitória por pinfall.

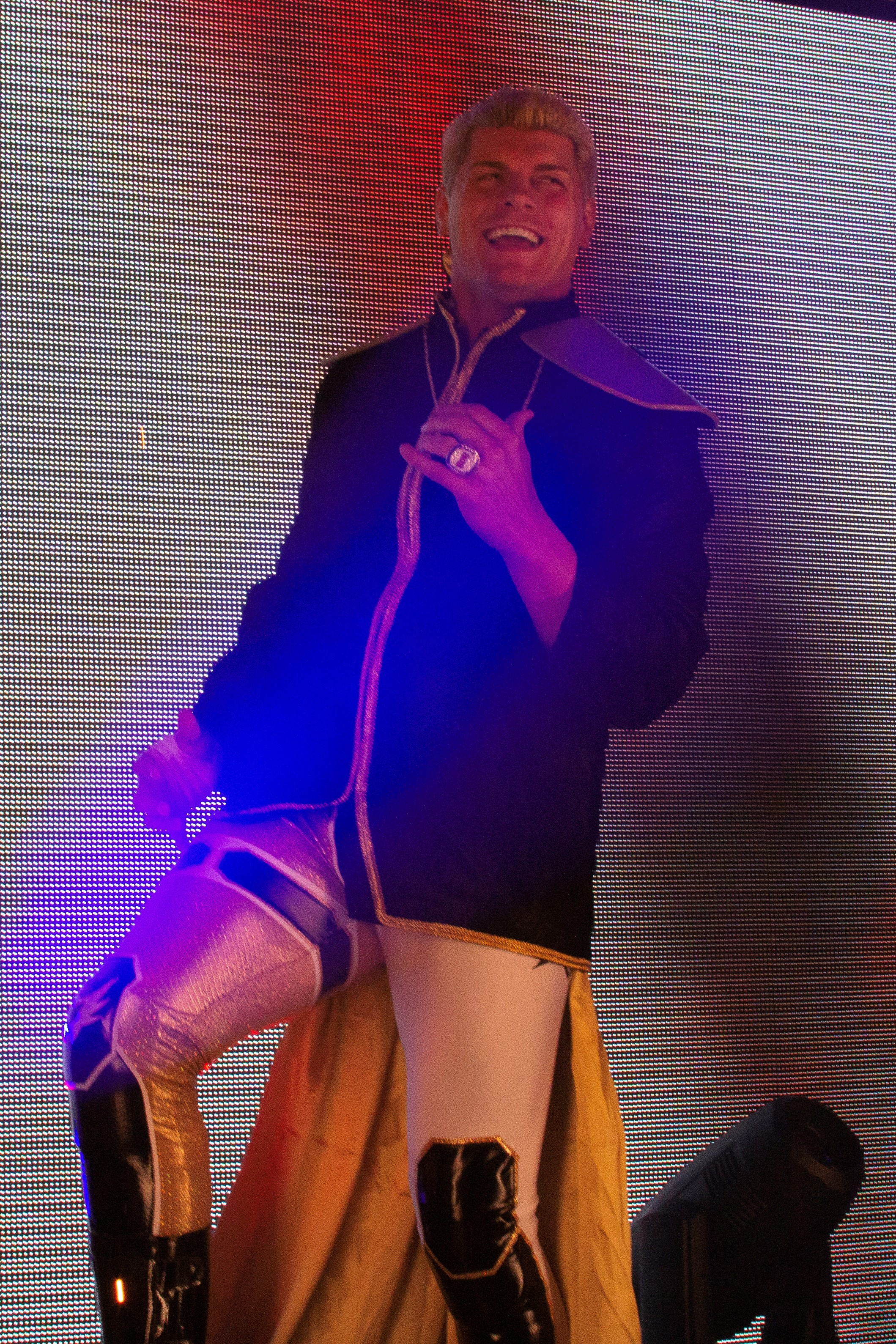
Cody Rhodes se uniu a Pac contra Malakai Black e Andrade El Idolo no que seria sua última luta em um PPV da AEW.

Em seguida, Cody Rhodes e Pac (acompanhados de Arn Anderson) enfrentaram Andrade El Idolo e Malakai Black (acompanhados de Jose the Assistant). Durante a luta, Pac aplicou um asai moonsault em Andrade e Black fora do ringue. Rhodes executou um superplex reverso em Andrade na corda superior. Andrade tentou um Figure Four Leglock, mas Rhodes aplicou o movimento em Andrade. Black e Rhodes brigaram no meio da multidão, o que permitiu que Pac assumisse o controle e executasse a Black Arrow em Andrade para vencer a luta.
A sexta luta viu a Dr. Britt Baker, DMD (acompanhada por Rebel e Jamie Hayter) defendendo o AEW Women's World Championship contra Tay Conti. Conti tentou um roll-up rápido para um nearfall. Baker executou um Curb Stomp em Conti para um nearfall. Baker calçou sua luva, mas foi acertada por um cutter de Conti para um nearfall. Baker executou um Air Raid Crash slam em Conti através do apron. Enquanto Rebel distraía o árbitro, Hayter puxou Conti para fora do ringue e a jogou nos degraus de aço. De volta ao ringue, Baker executou outro Curb Stomp e aplicou o Lockjaw em Conti, que quebrou o golpe. Ambas as mulheres rolaram em tentativas de pinfall, e Baker venceu com uma cradle pin para reter o título.
Depois disso, CM Punk enfrentou Eddie Kingston. Kingston atingiu Punk com um spinning back fist antes do início da luta. Os dois homens caíram no chão e brigaram ao lado do ringue. De volta ao ringue, Kingston executou um exploder suplex em Punk. Eles saíram novamente, onde Kingston empurrou Punk para o poste do ringue. Kingston tentou um Piledriver no chão, mas Punk rebateu com um back body drop. Punk mergulhou do apron para um diving clothesline e jogou Kingston de volta ao ringue. Kingston desferiu socos em Punk na corda superior e executou um superplex na última. No final, Punk executou o Go to Sleep em Kingston para vencer a luta.

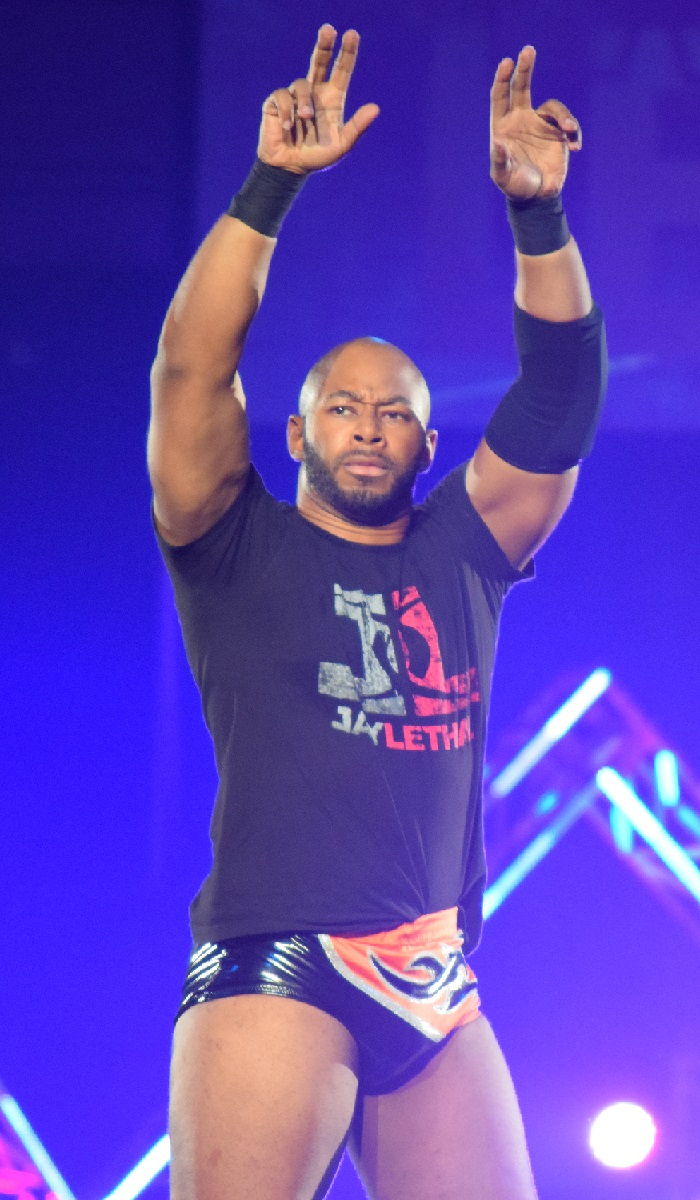
Jay Lethal fez sua estreia no evento, desafiando Sammy Guevara pelo TNT Champioship no episódio seguinte do Dynamite.

Na penúltima luta, The Inner Circle (Chris Jericho, Jake Hager, Sammy Guevara, Santana e Ortiz) enfrentaram Men of the Year (Ethan Page e Scorpio Sky) e American Top Team (Junior dos Santos, Andrei Arlovski, e Dan Lambert) em uma luta Minneapolis Street Fight. Guevara saltou da escada e executou um Swanton Bomb em Sky através de uma mesa. Page deu a Ortiz um Ego's Edge no chão em frente a Baron Von Raschke, que aplicou o Iron Clawnele. Lambert comemorou no ringue, Jericho apareceu atrás dele e acertou vários golpes. Lambert tentou um Walls of Jericho, mas Jericho o acertou com um bastão de kendo. Na culminação, Jericho executou um Frog Splash em Lambert para a vitória.
Após a luta, Tony Schiavone subiu ao palco para apresentar um convidado especial. Jay Lethal fez sua estreia não anunciada na AEW, juntando-se oficialmente à AEW. Lethal então desafiou Sammy Guevara para uma luta pelo AEW TNT Championship no episódio seguinte do Dynamite, que Guevara aceitou.

### Evento principal
No evento principal, Kenny Omega (acompanhado de Don Callis ) defendeu o AEW World Championship contra o "Hangman" Adam Page. Ao longo da partida, Callis intervinha e atacava Page com a visão do árbitro oculta. Omega saltou das cordas e executou um powerbomb em Page para um nearfall. Page aplicou um German Suplex, que Omega responderia com um Tiger Driver '98 . Ele então tentou um Buckshot Lariat, mas Omega puxou o árbitro no caminho do golpe. Callis agarrou o cinturão do AEW World Championship e tentou acertar Page com ele. O último percebeu isso e nocauteou Callis. Omega agarrou o cinturão, mas Page evitou e executou um Dead Eye. Um novo árbitro correu para o ringue e contou uma contagem de dois. Omega aplicou uma sequencia de Kawada kicks, e Page disparou e acertou um lariat em Omega. Os Young Bucks (Matt Jackson e Nick Jackson) lentamente desceram para o ringue. Hangman tentou outro Buckshot Lariat, mas Omega o interceptou com um V-Trigger. Omega foi para um One Winged Angel, mas Hangman executou o movimento no próprio Omega para um nearfall. Page finalmente acertou um Buckshot Lariat nas costas de Omega. Quando Page preparou o Buckshot Lariat pela frente, Matt acenou para Page; uma reminiscência do último custando aos Young Bucks uma oportunidade pelo AEW World Tag Team Championship no All Out em 2020. No clímax, Page executou um segundo Buckshot Lariat em Omega para vencer o título. Após a luta, Page comemorou a vitória do título com os membros da Dark Order.

## Recepção
O Full Gear foi aclamado pela crítica. Escrevendo para o Sports Illustrated, Justin Barrasso gostou do evento e achou que havia "muito o que gostar". Barrasso achou a luta de abertura MJF-Darby Allin "fenomenal" e a "luta da noite". Barrasso também escreveu que o evento principal Page-Omega foi "cativante", a luta CM Punk-Kingston foi "curta, mas dramática" e a luta pelo título de duplas Lucha Brothers-FTR foi "excelente".
Brent Brookhouse, do CBSSports.com, achou o Full Gear "incrível" e o considerou "um dos melhores eventos da jovem história da promoção". A luta do evento principal foi "fantástica", MJF-Allin foi um "thriller", Lucha Brothers-FTR foi "ótimo", Danielson-Miro foi "muito bom" e CM Punk-Kingston foi "uma história maravilhosamente contada". Ele fez pequenas críticas à luta de duplas Pac-Rhodes x Black-Andrade, que "não estava de acordo com os padrões do resto do show", e à luta The Inner Circle-American Top Team, que foi uma "luta difícil de avaliar".
O jornalista esportivo Dave Meltzer para o Wrestling Observer Newsletter atribuiu classificações de estrelas ao evento, com o evento principal recebendo uma classificação de 5.5 estrelas, tornando-se a décima luta AEW a ser classificada com 5 estrelas ou mais por Meltzer, e a quinta a superar sua sscala de classificação de 5 estrelas. A luta falls count anywhere entre Christian Cage e Jurassic Express e The Superkliq também foi classificado com 5 estrelas, tornando o Full Gear o único evento AEW a apresentar mais de uma luta a atingir a classificação de 5 estrelas. Em outras lutas do card, MJF-Allin, CM Punk-Kingston e Danielson-Miro receberam uma classificação de 4.5 estrelas. A luta com a classificação mais baixa da noite foi Baker-Conti, que recebeu 3.5 estrelas.
Brandon Thurston, da Wrestlenomics, estimou que o Full Gear recebeu 145.000 compras de pay-per-view e vendeu 10.442 ingressos, gerando uma receita estimada de $4 milhões no total.

## Resultados
| Nº                                          | Resultados | Estipulações | Tempo |
| ------------------------------------------- | --- | --- | ----- |
| Pré- show                                   | Hikaru Shida e Thunder Rosa derrotaram Jamie Hayter e Nyla Rose (com Vickie Guerrero) | Luta de duplas | 12:32 |
| 1                                           | MJF derrotou Darby Allin | Luta individual | 22:01 |
| 2                                           | The Lucha Brothers (Penta El Zero Miedo e Rey Fénix) (c) (com Alex Abrahantes) derrotaram FTR (Dax Harwood e Cash Wheeler) (com Tully Blanchard)                                                           | Luta de duplas pelo AEW World Tag Team Championship                                                                 | 18:36 |
| 3                                           | Bryan Danielson derrotou Miro por submissão técnica | AEW World Championship Eliminator Tournament Final O vencedor receberia uma luta futura pelo AEW World Championship | 20:00 |
| 4                                           | Christian Cage e Jurassic Express (Jungle Boy e Luchasaurus) derrotaram The Superkliq (Adam Cole e The Young Bucks (Matt Jackson e Nick Jackson)) (com Brandon Cutler e Michael Nakazawa)                  | Luta Falls Count Anywhere                                                                                           | 22:20 |
| 5                                           | Cody Rhodes e Pac (com Arn Anderson) derrotaram Malakai Black e Andrade El Idolo (com José the Assistant)                                                                                                  | Luta de duplas | 16:51 |
| 6                                           | Dr. Britt Baker, D.M.D. (c) (com Rebel e Jamie Hayter) derrotou Tay Conti | Luta individual pelo AEW Women's World Championship                                                                 | 15:24 |
| 7                                           | CM Punk derrotou Eddie Kingston | Luta individual | 11:08 |
| 8                                           | The Inner Circle (Chris Jericho, Jake Hager, Sammy Guevara, Santana e Ortiz) derrotaram Men of the Year (Ethan Page e Scorpio Sky) e American Top Team (Junior dos Santos, Andrei Arlovski, e Dan Lambert) | Minneapolis Street Fight                                                                                            | 19:36 |
| 9                                           | "Hangman" Adam Page derrotou Kenny Omega (c) (com Don Callis) | Luta individual pelo AEW World Championship                                                                         | 25:30 |
| (c) – Refere-se aos campeões antes da luta. | | |       |

### AEW World Championship Eliminator Tournament
|  | Quartas de final Rampage (22 de outubro de 2021) Dynamite (23 e 27 de outubro de 2021) | Quartas de final Rampage (22 de outubro de 2021) Dynamite (23 e 27 de outubro de 2021) | Quartas de final Rampage (22 de outubro de 2021) Dynamite (23 e 27 de outubro de 2021) |                 |                 | Semifinais Rampage (29 de outubro de 2021) Dynamite (3 de novembro de 2021) | Semifinais Rampage (29 de outubro de 2021) Dynamite (3 de novembro de 2021) | Semifinais Rampage (29 de outubro de 2021) Dynamite (3 de novembro de 2021) |  |  | Final Full Gear (13 de novembro de 2021) | Final Full Gear (13 de novembro de 2021) | Final Full Gear (13 de novembro de 2021) |  |
|  |                                                                                        |                                                                                        |                                                                                        |                 |                 |                                                                             |                                                                             |                                                                             |  |  |                                          |                                          |                                          |  |
|  | 1                                                                                      | Jon Moxley                                                                             | Pin                                                                                    |                 |                 |                                                                             |                                                                             |                                                                             |  |  |                                          |                                          |                                          |  |
|  | 1                                                                                      | Jon Moxley                                                                             | Pin                                                                                    |                 |                 |                                                                             |                                                                             |                                                                             |  |  |                                          |                                          |                                          |  |
|  | 8                                                                                      | Preston "10" Vance                                                                     | 2:09                                                                                   |                 |                 |                                                                             |                                                                             |                                                                             |  |  |                                          |                                          |                                          |  |
|  | 8                                                                                      | Preston "10" Vance                                                                     | 2:09                                                                                   |                 | Miro            | Miro                                                                        | Sub                                                                         |                                                                             |  |  |                                          |                                          |                                          |  |
|  |                                                                                        |                                                                                        |                                                                                        |                 | Miro            | Miro                                                                        | Sub                                                                         |                                                                             |  |  |                                          |                                          |                                          |  |
|  |                                                                                        |                                                                                        | Orange Cassidy                                                                         | Orange Cassidy  | 7:27            |                                                                             |                                                                             |                                                                             |  |  |                                          |                                          |                                          |  |
|  | 4                                                                                      | Orange Cassidy                                                                         | Orange Cassidy                                                                         | Orange Cassidy  | 7:27            | Pin                                                                         |                                                                             |                                                                             |  |  |                                          |                                          |                                          |  |
|  | 4                                                                                      | Orange Cassidy                                                                         |                                                                                        |                 |                 |                                                                             |                                                                             |                                                                             |  |  |                                          |                                          |                                          |  |
|  | 5                                                                                      | Powerhouse Hobbs                                                                       | 8:10                                                                                   |                 |                 |                                                                             |                                                                             |                                                                             |  |  |                                          |                                          |                                          |  |
|  | 5                                                                                      | Powerhouse Hobbs                                                                       | 8:10                                                                                   |                 | Miro            | Miro                                                                        | 20:00                                                                       |                                                                             |  |  |                                          |                                          |                                          |  |
|  |                                                                                        |                                                                                        |                                                                                        |                 |                 |                                                                             |                                                                             |                                                                             |  |  |                                          |                                          |                                          |  |
|  |                                                                                        |                                                                                        | Bryan Danielson                                                                        | Bryan Danielson | KO              |                                                                             |                                                                             |                                                                             |  |  |                                          |                                          |                                          |  |
|  | 2                                                                                      | Bryan Danielson                                                                        | Bryan Danielson                                                                        | Bryan Danielson | KO              | KO                                                                          |                                                                             |                                                                             |  |  |                                          |                                          |                                          |  |
|  | 2                                                                                      | Bryan Danielson                                                                        |                                                                                        |                 |                 |                                                                             |                                                                             |                                                                             |  |  |                                          |                                          |                                          |  |
|  | 7                                                                                      | Dustin Rhodes                                                                          | 14:45                                                                                  |                 |                 |                                                                             |                                                                             |                                                                             |  |  |                                          |                                          |                                          |  |
|  | 7                                                                                      | Dustin Rhodes                                                                          | 14:45                                                                                  |                 | Bryan Danielson | Bryan Danielson                                                             | KO                                                                          |                                                                             |  |  |                                          |                                          |                                          |  |
|  |                                                                                        |                                                                                        |                                                                                        |                 | Bryan Danielson | Bryan Danielson                                                             | KO                                                                          |                                                                             |  |  |                                          |                                          |                                          |  |
|  |                                                                                        |                                                                                        | Eddie Kingston                                                                         | Eddie Kingston  | 16:24           |                                                                             |                                                                             |                                                                             |  |  |                                          |                                          |                                          |  |
|  | 3                                                                                      | Eddie Kingston                                                                         | Eddie Kingston                                                                         | Eddie Kingston  | 16:24           | Pin                                                                         |                                                                             |                                                                             |  |  |                                          |                                          |                                          |  |
|  | 3                                                                                      | Eddie Kingston                                                                         |                                                                                        |                 |                 |                                                                             |                                                                             |                                                                             |  |  |                                          |                                          |                                          |  |
|  | 6                                                                                      | Lance Archer                                                                           | 7:31                                                                                   |                 |                 |                                                                             |                                                                             |                                                                             |  |  |                                          |                                          |                                          |  |